# Jørn Rubow
Jørn Rubow (født 13. november 1908 i København, død 7. marts 1984 i Ordrup) var en dansk kunsthistoriker og museumsleder, bror til Paul V. Rubow. Han var direktør for Statens Museum for Kunst 1952-1978.
Han var søn af sundhedsminister, dr.med. Viktor Rubow og hustru Caroline f. Roed, blev student fra H. Adlers Fællesskole 1926 og var på studierejser i udlandet fra 1927. Han blev medarbejder ved Statens kunsthistoriske Fotografisamling 1928, assistent ved Kunstakademiets Bibliotek 1931 og inspektør ved Kunstindustrimuseet 1935. Samme år fik han samme stilling ved Statens Museum for Kunst, Kobberstiksamlingen, blev sekretær i Ny Carlsbergfondet 1943 og inspektør ved Statens Museum for Kunst 1949, 1952 direktør.
Som museumsdirektør var Rubow ansvarlig for den store ombygning 1966-70 ved Eva og Nils Koppel, der fjernede den monumentale hovedtrappe, men skaffede mere plads i salene. Hans indkøb af kunst var desuden genstand for talrige diskussioner. Rubow skrev C.F. Hansens Arkitektur (1936) og adskillige artikler i bl.a. Tilskueren og Kunstmuseets Årsskrift.
Rubow var medlem af bestyrelsen for Liselund 1950-65, af styrelsen for Statens Kunstfond 1956-65, medlem af bestyrelsen for Den Hirschsprungske Samling, Nivaagaards Malerisamling, Faaborg Museum og Kunstindustrimuseet. Formand for Statens Kunstmuseumsnævn 1964.
Han blev gift 1934 med Annelise Lassen, født i Faaborg, datter af brygmester F.C.C. Lassen (død 1954).
Rubow har lagt navn til en type bogbind, et såkaldt rubowbind som han med bogbinderen Henrik Park udformede i 1940'erne, et "papirbind med slidskinner",,